# 密西西比州傑克遜水危機
密西西比州杰克逊水危機是指2022年8月下旬美國密西西比州杰克逊爆發的水危機。 
2022年8月29日，當地的暴雨引發洪水，導致主水泵受損故障，無法提供足夠的水壓向公眾正常供水。杰克逊當地约150,000名居民无法安全获得饮用水。  而傑克遜的供水系統2016年以來一直處於故障狀態。密西西比州州长宣布當地进入紧急状态，美国总统乔拜登宣布聯邦政府將援助當地。杰克逊當局呼籲居民不要直接飲用自來水或改用瓶裝水。當地公立學校因供水問題，轉為線上教學。众多商家停业。10月31日，美国国家环境保护局宣佈當地兩家工廠處理過的水可以直接飲用。11月22日，當地紧急状态撤銷。